# 겐바 고이치로
겐바 고이치로(일본어: 玄葉 光一郎 겐바 코이치로[*], 1964년 5월 20일 ~ )는 일본의 정치인으로 2011년부터 2012년까지 외무대신을 지냈으며 현재 입헌민주당 소속 중의원 의원(10선)이다. 지역구는 후쿠시마현 제3구이다.
후쿠시마현 다무라시에서 태어나 조치 대학을 졸업한 그는 후에 파나소닉의 창립자 마쓰시타 고노스케에 의하여 창립되어 훗날의 일본의 시민 지도자들을 후보자로 훈련시킨 마쓰시타 정경숙으로 받아들여졌다.
겐바는 단 하나의 기간을 위하여 후쿠시마 현의 국회에서 지낸 후, 1993년 중의원으로 선출되었다.
2011년 9월 그는 노다 요시히코 총리의 내각에서 외무대신으로 선택되었다.
하지만 민주당 정권 하에서 발생하였던 여러 가지 사건사고 등의 영향과 기타 복합적인 요인이 결부되어 노다 前총리는 2012년 중의원을 해산하였고, 그로 인해 자민당과 공명당의 연합으로 정권이 교체됨에 따라 퇴임하였다.

## 역대 선거 결과
|  | 12.07% |

|  | 44.40% |

|  | 53.77% |

|  | 52.04% |

|  | 68.55% |

|  | 73.76% |

|  | 62.33% |

|  | 59.99% |

|  | 56.52% |

|  | 54.24% |